# Juho Alasaari
Juho Alasaari (29 de septiembre de 2003) es un deportista de Finlandia que compite en atletismo. Ganó una medalla de plata en el Campeonato Mundial de Atletismo Sub-20 de 2021, en la prueba de salto con pértiga.